# Kaishu Hirano
Kaishu Hirano (* 14. Oktober 2002 in Murakami) ist ein japanischer Snowboarder. Er startet in der Disziplin Halfpipe.

## Werdegang
Hirano holte bei den Juniorenweltmeisterschaften 2018 in Cardrona die Bronzemedaille und belegte bei den Juniorenweltmeisterschaften 2019 in Leysin den siebten Platz. In der Saison 2019/20 startete er in Mammoth erstmals im Snowboard-Weltcup und errang dabei den neunten Platz. Zudem gewann er bei den Olympischen Jugend-Winterspielen 2020 in Lausanne die Silbermedaille. Im folgenden Jahr kam er bei den Weltmeisterschaften in Aspen auf den 13. Platz. In der Saison 2021/22 erreichte er mit zwei Top-Zehn-Platzierungen den siebten Platz im Halfpipe-Weltcup. Bei den Winter-X-Games 2022 in Aspen gewann er die Bronzemedaille. Beim Saisonhöhepunkt, den Olympischen Winterspielen 2022 in Peking, wurde er Neunter.